# Charlie Rivel

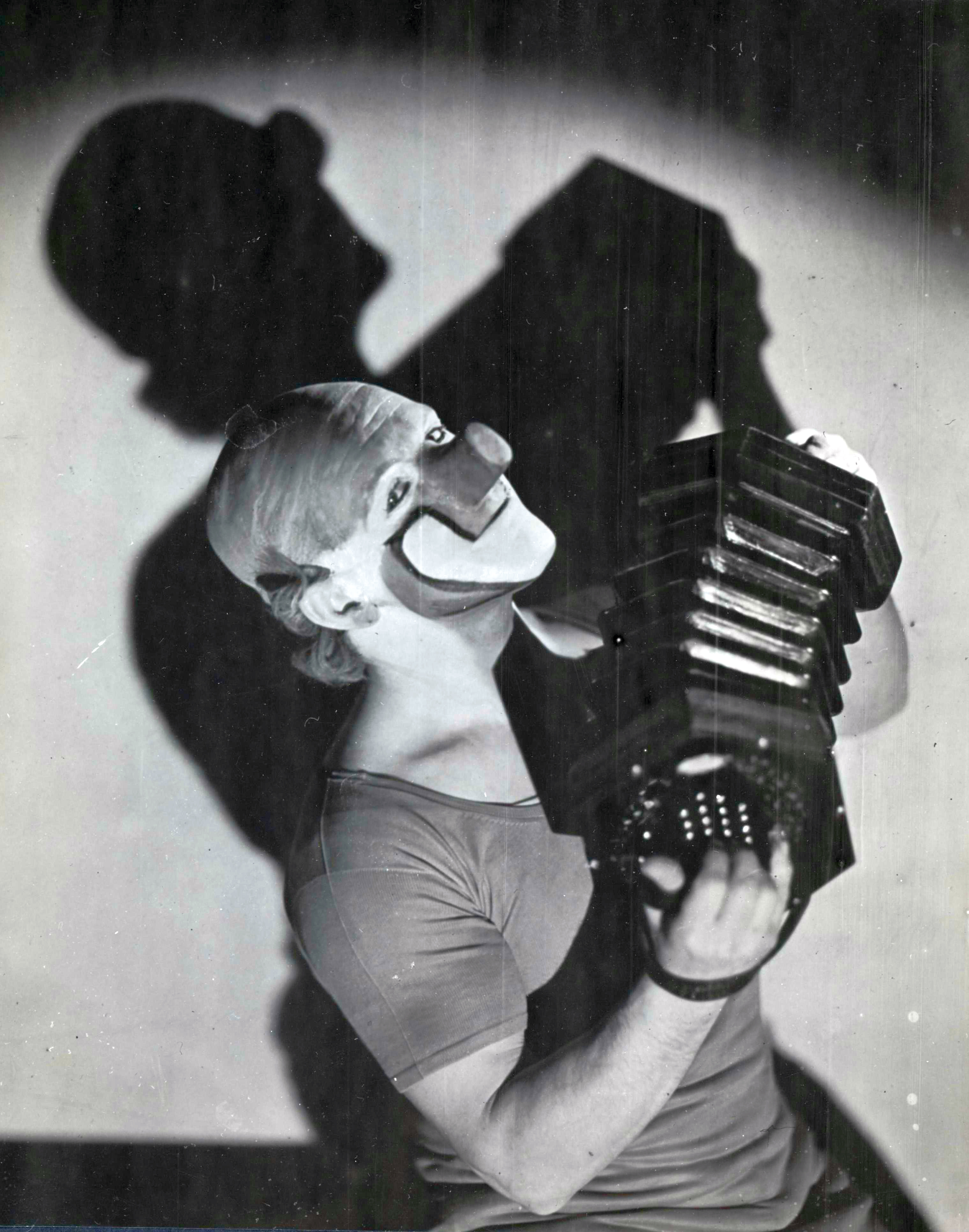
Charlie Rivel, 1943

Charlie Rivel (Cubelles, 23 april 1896 geboren als Josep Andreu i Lasserre – Sant Pere de Ribes, 26 juli 1983) was een internationaal bekende Spaanse clown.
Rivel debuteerde op driejarige leeftijd in het circus met zijn broers Polo en René Rivel. Nadat hij in 1910 Charlie Chaplin had ontmoet, nam hij diens voornaam als artiestennaam. Beroemd werd hij met een act waarin hij optrad in een lange jas, met een stoel en een gitaar. In 1970 speelde hij mee in de film I clowns van Federico Fellini en in 1973 trad hij op als pauzeact tijdens het Eurovisiesongfestival 1973
In zijn geboortedorp Cubelles is een museum aan hem gewijd. In de Spaanse stad Vigo is een park dat zijn naam draagt.